# Club Universo
Club Universo – paragwajski klub piłkarski z siedzibą w mieście Asunción.
Klub Universo po raz pierwszy awansował do najwyższej ligi paragwajskiej w 1929 roku. W sezonie 1930 roku klub zajął w tabeli ostatnie, 14. miejsce. W sezonie w 1931 roku klub Universo prowadził w lidze na półmetku, jednak ostatecznie mistrzostwo Paragwaju zdobyła Club Olimpia. Później ze względu na wojnę, jaka wybuchła między Boliwią i Paragwajem, nazwaną Wojną o Chaco (hiszp. Guerra del Chaco) mistrzostw Paragwaju nie rozgrywano aż do 1935 roku.
W sezonie 1935 roku rozegrano pierwszą edycję paragwajskiej ligi zawodowej. Klub Universo został wykluczony z ligi, tak jak inne kluby, które wtedy nie posiadały stadionu w granicach administracyjnych miasta Asunción. Nigdy klub ten nie zdołał już powrócić do najwyższej ligi Paragwaju.